# Odontacolus spinosus
Odontacolus spinosus är en stekelart som först beskrevs av Alan Parkhurst Dodd 1914.  Odontacolus spinosus ingår i släktet Odontacolus och familjen Scelionidae. Inga underarter finns listade i Catalogue of Life.